# Centradenia grandifolia
Centradenia grandifolia är en tvåhjärtbladig växtart som först beskrevs av Diederich Franz Leonhard von Schlechtendal, och fick sitt nu gällande namn av Stephan Ladislaus Endlicher och Wilhelm Gerhard Walpers. Centradenia grandifolia ingår i släktet Centradenia och familjen Melastomataceae. Utöver nominatformen finns också underarten C. g. brevisepala.